# Campionati italiani primaverili di nuoto 1993
I Campionati italiani primaverili di nuoto 1993 si sono svolti a Firenze dall'11 al 14 marzo. È stata utilizzata la vasca da 50 metri.

## Podi

### Uomini
| Evento               | Oro | Tempo    | Argento | Tempo    | Bronzo                                                                                                | Tempo    |
| Stile libero         | |          | |          | |          |
| 50 m                 | René Gusperti | 23"25    | Alessandro Bacchi | 23"80    | Alessandro Cecchini                                                                                   | 23"85    |
| 100 m                | Massimo Trevisan | 51"47    | Emanuele Idini | 52"04    | Alessandro Bacchi                                                                                     | 52"43    |
| 200 m                | Massimo Trevisan | 1'50"96  | Emanuele Idini | 1'51"61  | Bruno Zorzan                                                                                          | 1'53"71  |
| 400 m                | Massimo Trevisan | 3'52"75  | Piermaria Siciliano | 3'53"02  | Bruno Capozzi                                                                                         | 4'01"19  |
| 1500 m               | Piermaria Siciliano | 15'32"34 | Marco Formentini | 15'33"40 | Stefano Rosso                                                                                         | 15'49"45 |
| Dorso                | |          | |          | |          |
| 100 m                | Emanuele Merisi | 56"31    | Luca Bianchin | 57"72    | Mirko Mazzari                                                                                         | 58"31    |
| 200 m                | Emanuele Merisi | 2'00"02  | Luca Bianchin | 2'00"77  | Mirko Mazzari                                                                                         | 2'02"31  |
| Rana                 | |          | |          | |          |
| 100 m                | Massimiliano Cagelli | 1'05"25  | Fabrizio Civallero | 1'05"69  | Fabio Fusi                                                                                            | 1'05"74  |
| 200 m                | Fabio Fusi | 2'19"87  | Massimiliano Cagelli | 2'21"48  | Fabrizio Civallero                                                                                    | 2'22"85  |
| Farfalla             | |          | |          | |          |
| 100 m                | Luis Alberto Laera | 54"71    | Marco Braida | 56"54    | Lorenzo Benucci                                                                                       | 56"63    |
| 200 m                | Marco Formentini | 2'02"49  | Marco Braida | 2'02"93  | Dimitri Ricci                                                                                         | 2'03"82  |
| Misti                | |          | |          | |          |
| 200 m                | Emanuele Merisi | 2'06"61  | Lorenzo Benucci | 2'07"33  | Massimiliano Pagnin                                                                                   | 2'07"80  |
| 400 m                | Corrado Sorrentino | 4'30"91  | Fabio Fusi | 4'31"19  | Dimitri Ricci                                                                                         | 4'31"96  |
| Staffette            | |          | |          | |          |
| 4x100 m stile libero | Gruppo Nuoto Fiamme Gialle Piermaria Siciliano 52"26 Massimo De Santis 52"26 René Gusperti 51"86 Emanuele Idini 50"91    | 3'27"29  | Centro Sportivo Carabinieri Klaus Huez 52"64 Emanuele Merisi 51"70 Franceschi 52"94 Massimo Trevisan 50"89                   | 3'27"97  | Sisport Fiat Raverta 53"28 Zanon 53"78 Andrea Cerruti 52"86 Alessandro Cecchini 50"65                 | 3'30"57  |
| 4x200 m stile libero | Gruppo Nuoto Fiamme Gialle Piermaria Siciliano 1'51"52 Emanuele Idini 1'51"85 Bruno Capozzi 1'53"24 Bruno Zorzan 1'53"17 | 7'29"78  | Centro Sportivo Carabinieri Emanuele Merisi 1'52"43 Massimo Taraboi 1'55"45 Klaus Huez 1'55"93 Massimo Trevisan 1'51"70      | 7'35"51  | Esl Sa-Fa Torino Rivetti 1'57"48 Stefano Rubaudo 1'57"22 Marchisio 2'00"83 Luis Alberto Laera 1'55"42 | 7'50"95  |
| 4x100 m mista        | Centro Sportivo Carabinieri Emanuele Merisi 56"35 Fabrizio Civallero 1'04"74 Enrico Follese 56"37 Massimo Trevisan 50"84 | 3'48"30  | Gruppo Nuoto Fiamme Gialle Luca Bianchin 58"88 Fabrizio De Cristofaro 1'06"44 Fabrizio Imperatore 56"43 Emanuele Idini 51"62 | 3'53"37  | Sisport Fiat Caiazzo 1'01"90 Alessandro Cecchini 1'08"37 Alessandro Borgialli 56"90 Raverta 52"45     | 3'59"62  |

### Donne
| Evento               | Oro | Tempo   | Argento | Tempo   | Bronzo | Tempo   |
| Stile libero         | |         | |         | |         |
| 50 m                 | Viviana Susin                                                                                                   | 27"03   | Cecilia Vianini | 27"04   | Livia Copariu | 27"06   |
| 100 m                | Cecilia Vallorini                                                                                               | 58"10   | Livia Copariu | 58"22   | Ilaria Sciorelli | 58"83   |
| 200 m                | Cecilia Vallorini                                                                                               | 2'04"37 | Caterina Borgato                                                                                                   | 2'05"34 | Nadia Pautasso | 2'05"88 |
| 400 m                | Caterina Borgato                                                                                                | 4'21"09 | Cecilia Vallorini                                                                                                  | 4'21"11 | Lisa Giagnoni | 4'21"70 |
| 800 m                | Caterina Borgato                                                                                                | 8'55"00 | Lisa Giagnoni | 8'56"13 | Raffaella Previtera                                                                                                  | 8'59"74 |
| Dorso                | |         | |         | |         |
| 100 m                | Lorenza Vigarani                                                                                                | 1'04"09 | Sabrina Cocchi | 1'04"53 | Laura Trionfetti Nisini                                                                                              | 1'05"80 |
| 200 m                | Lorenza Vigarani                                                                                                | 2'13"79 | Francesca Salvalajo                                                                                                | 2'16"22 | Sabrina Cocchi | 2'18"13 |
| Rana                 | |         | |         | |         |
| 100 m                | Manuela Dalla Valle                                                                                             | 1'11"60 | Elena Donati | 1'12"64 | Stefania Bissacco | 1'14"70 |
| 200 m                | Elena Donati | 2'33"61 | Manuela Dalla Valle                                                                                                | 2'34"38 | Rossella Pescatori                                                                                                   | 2'38"64 |
| Farfalla             | |         | |         | |         |
| 100 m                | Ilaria Tocchini                                                                                                 | 1'02"38 | Giulia Gallon | 1'04"30 | Elena Morgantini | 1'04"56 |
| 200 m                | Ilaria Tocchini                                                                                                 | 2'16"02 | Cinzia Buzzola | 2'19"30 | Agnese Priore | 2'20"91 |
| Misti                | |         | |         | |         |
| 200 m                | Ilaria Tocchini                                                                                                 | 2'18"83 | Lara Bianconi | 2'19"14 | Roberta Felotti | 2'22"98 |
| 400 m                | Lara Bianconi                                                                                                   | 4'56"01 | Roberta Felotti | 5'01"08 | Alessandra Baldini                                                                                                   | 5'02"69 |
| Staffette            | |         | |         | |         |
| 4x100 m stile libero | Aurelia Nuoto Lisli Ranucci 1'00"19 Laura Trionfetti Nisini 59"30 Livia Copariu 57"97 Alessandra Baldini 59"81  | 3'57"27 | Esl Sa-Fa Torino Busso 1'01"17 Nadia Pautasso 57"97 Rigault 1'00"62 Ilaria Sciorelli 58"75                         | 3'58"51 | Rari Nantes Calpeda Veneto Gallon 1'01"15 Caterina Borgato 1'00"32 Silvia Barazza 1'00"78 Barbara Dall'Acqua 59"30   | 4'01"91 |
| 4x200 m stile libero | Esl Sa-Fa Torino Raffaella Previtera 2'07"86 Nadia Pautasso 2'05"24 Cravanzola 2'10"01 Ilaria Sciorelli 2'08"58 | 8'31"69 | Fiorentina Nuoto Valeria Casprini 2'10"18 Sabrina Cocchi 2'09"31 Lorenza Vigarani 2'08"20 Melissa Pasquali 2'08"41 | 8'36"10 | Aurelia Nuoto Livia Copariu 2'07"34 Lisli Ranucci 2'11"13 Laura Trionfetti Nisini 2'09"28 Alessandra Baldini 2'10"20 | 8'37"95 |
| 4x100 m mista        | Livorno Nuoto Gaia Malacalza 1'07"64 Lara Bianconi 1'17"09 Ilaria Tocchini 1'02"02 Riparbelli 1'01"86           | 4'26"51 | Rari Nantes Florentia Bastiani 1'08"40 Rossella Pescatori 1'16"00 Fiaschi 1'06"06 Cecilia Vallorini 58"15          | 4'28"60 | Rari Nantes Torino Goria 1'07"98 Stefania Bissacco 1'16"10 Gori 1'06"46 Milocchi 59"07                               | 4'29"58 |

### Classifiche per società

#### Maschile
| Pos.    | Società | Pti |
| ------- | ------- | --- |
| Oro     |         |     |
| Argento |         |     |
| Bronzo  |         |     |
| 4.      |         |     |
| 5.      |         |     |
| 6.      |         |     |
| 7.      |         |     |
| 8.      |         |     |
| 9.      |         |     |
| 10.     |         |     |

#### Femminile
| Pos.    | Società | Pti |
| ------- | ------- | --- |
| Oro     |         |     |
| Argento |         |     |
| Bronzo  |         |     |
| 4.      |         |     |
| 5.      |         |     |
| 6.      |         |     |
| 7.      |         |     |
| 8.      |         |     |
| 9.      |         |     |
| 10.     |         |     |